# Critique de télévision
La critique de télévision (ou, un peu plus rarement, critique télévisuelle) est l'activité qui consiste à analyser et à évaluer une émission télévisée, généralement en vue d'informer un public sur sa valeur ou de le guider dans ses choix de consommation culturelle. La personne qui exerce une critique, de même que le résultat de cette activité, sont eux aussi nommés critique de télévision.
La critique de télévision est une critique d'art voisine de la critique de cinéma et de la critique dramatique. Dès les premiers développements de cette critique en France, André Bazin insiste cependant sur la nécessité d'évaluer les émissions télévisées avec des critères différents de ceux utilisés pour les œuvres cinématographiques.